# Provincia de Tango
La provincia de Tango (丹後国 Tango-no-kuni?) fue una provincia japonesa que en la actualidad correspondería a la parte norte de la prefectura de Kioto,  frente al mar de Japón. Tango limitaba con las provincias de Tajima, Tanba y Wakasa. Formaba parte del circuito del San'indō. Su nombre abreviado era Tanshū (丹州?).
La capital provincial (kokufu) estuvo tanto en Maizuru como en Miyazu y el Kono jinja fue designado como el principal santuario sintoísta (ichinomiya) para la provincia.